# 杨泽志
杨泽志（1991年2月11日—），是一名中国足球运动员，效力于中国足球超级联赛球队杭州绿城，司职中场。

## 俱乐部生涯
杨泽志出自家乡球队成都谢菲联青训体系，曾被送往法国球队梅斯培训，2008年进入成都谢菲联一线队，参加中国足球超级联赛。2008年5月10日，他在联赛第七轮成都谢菲联主场迎战青岛中能第66分钟替补赵明鑫出场，上演职业生涯首秀。比赛第74分钟，他接张远的传中破门得分，射进职业生涯首秀，最终帮助成都谢菲联1比1战平对手。 这个进球也是1990年以后出生的球员在中超联赛射进的首个进球。
2014年2月19日，杨泽志转会加盟中超球队杭州绿城。